# Gotham Girls
Gotham Girls (2000) es una serie estadounidense de animación flash que tiene como protagonistas a tres supervillanas de Gotham City: Harley Quinn, Hiedra Venenosa y Catwoman. La serie fue creada y producida por Warner Bros. y Noodle Soup Productions. La serie se trata de pequeñas historias de diferente duración en las que se muestra la vida diaria de los protagonistas.

## Elenco y personajes
- Adrienne Barbeau como Selina Kyle / Catwoman, Renée Montoya
- Arleen Sorkin como la Dra. Harleen Quinzel / Harley Quinn
- Diane Pershing como la Dra. Pamela Lillian Isley / Poison Ivy
- Tara Strong como Barbara Gordon / Batgirl
- Jennifer Hale como Zatanna, Dora Smithy, Caroline Greenway
- Bob Hastings como el Comisionado James Gordon
- Tom Kenny como Periodista de WGBS, Policía, Voces adicionales
- Dee Bradley Baker como Voces adicionales

## Episodios
| Temporada | Temporada | Episodios | Episodios | Lanzamiento original | Lanzamiento original    |
| Temporada | Temporada | Episodios | Episodios | Primera emisión      | Última emisión          |
| --------- | --------- | --------- | --------- | -------------------- | ----------------------- |
|           | 1         | 11        | 11        | 27 de julio de 2000  | 14 de diciembre de 2000 |
|           | 2         | 10        | 10        | 5 de junio de 2001   | 9 de octubre de 2001    |
|           | 3         | 10        | 10        | 16 de julio de 2002  | 19 de noviembre de 2002 |

| 1. «The Vault» 2. «Lap Bat» 3. «Trick or Trick, Part 1» 4. «Trick or Trick, Part 2» 5. «A Little Night Magic» 6. «More Than One Way» 7. «Precious Birthstones» 8. «Pave Paradise» 9. «The Three Babes» 10. «The Gardener's Apprentice» 11. «Lady - X» | 1. «Hold That Tiger» 2. «Miss Un-Congeniality» 3. «Strategery» 4. «Baby Boom» 5. "C«at 'n' Mouse» 6. «Bat'ing Cleanup» 7. «Catsitter» 8. «Gotham Noir» 9. «Scout's Dis-Honor» 10. «I'm Badgirl» | 1. «Ms.-ing in Action» 2. «Gotham in Pink» 3. «Hear Me Roar» 4. «Gotham in Blue» 5. «A Cat in the Hand» 6. «Jailhouse Wreck» 7. «Honor Among Thieves» 8. «No, I'm Batgirl» 9. «Signal Fires» 10. «Cold Hands, Cold Heart» |

## Lanzamiento en DVD
La serie completa ha sido incluida como material extra en el DVD se la serie de televisión Birds of Prey, lanzado por Warner Home Video el 15 de julio de 2008.